# Pamboiotios
Pamboioitios (altgriechisch Παμβοιώτιος) ist ein Monat des böotischen Kalenders.
Er war der zehnte Monat nach dem Panamos und vor dem Damatrios, im julianischen Kalender entspricht ihm ungefähr der Monat Oktober. Der nur im böotischen Kalender bekannte Monatsname leitet sich vom Bundesfest Pamboiotia her, das in diesem Monat zu Ehren der Athena Itonia in ihrem Heiligtum bei Koroneia begangen wurde.